# Impatiens potanini
Impatiens potanini är en balsaminväxtart som beskrevs av Carl Maximowicz. Impatiens potanini ingår i släktet balsaminer, och familjen balsaminväxter. Inga underarter finns listade i Catalogue of Life.